# Pancratium foetidum
Pancratium foetidum är en amaryllisväxtart som beskrevs av Auguste Nicolas Pomel. Pancratium foetidum ingår i släktet Pancratium och familjen amaryllisväxter. Inga underarter finns listade i Catalogue of Life.